# Zouba
Zouba est une montagne située au centre de la Côte d'Ivoire.  

## Géographie
Zouba se trouve au centre de la Côte d'Ivoire, à 190 km à l'ouest de Yamoussoukro. Elle culmine à 347 mètres d'altitude, soit 69 mètres au-dessus du relief environnant . Sa base mesure environ 1,8 kilomètre de largeur. Le terrain autour de la montagne est essentiellement plat. Le point culminant de la région atteint 442 mètres (1 470 pieds) au-dessus du niveau de la mer et se situe à 8,4 km (5,2 milles) au sud-est de Zouba. Avec une densité d'environ 58 habitants par kilomètre carré (1,12 par mille carré), la zone est relativement peuplée. Il n'existe pas de villes dans les environs immédiats. Le paysage autour de la montagne est majoritairement boisé.

## Climat
Le climat est de type savane. La température moyenne annuelle est de 21 °C. Le mois le plus chaud est avril, avec une moyenne de 22 °C. Le mois le plus froid est janvier, avec une moyenne de 20 °C. Les précipitations annuelles moyennes s'élèvent à 1,643 millimètres (65,4 pouces). Le mois le plus humide est mai, avec 225 millimètres (9 pouces) de pluie et le plus sec est janvier, avec 9 millimètres (0,36 pouce).